# اوا کلین
اِوا کلین (انگلیسی: Eva Klein; ۲۲ ژانویهٔ ۱۹۲۵ – ۱۹ ژانویهٔ ۲۰۲۵) با نام تولد اوا فیشر دانشمند مجارستانی-سوئدی بود که به عنوان یکی از بنیانگذاران ایمونولوژی سرطان شناخته می‌شد. او از سال ۱۹۴۷ پس ترک مجارستان، در مؤسسه کارولینسکا مشغول به کار شد. مسیر زندگی و حرفه‌ای این زن جوان یهودی تحت تأثیر تبعیض‌های شدید قرار گرفت و او اواخر دوران اروپای تحت اشغال آلمان نازی را در مخفیگاه سپری کرد. کلین که هم پزشک بود و هم دکترای زیست‌شناسی داشت، در زمینه ایمونولوژی سرطان و ویروس‌شناسی فعالیت می‌کرد.

## دستاوردهای علمی
در دهه ۱۹۶۰، کلین نقش محوری در کشف سلول‌های کشنده طبیعی (Natural Killer cells) و توسعه رده‌های سلولی لنفوم بورکیت داشت. او هم به صورت مستقل و هم در همکاری نزدیک با همسرش، جرج کلین، به پژوهش می‌پرداخت. در سال ۱۹۷۵، مؤسسه تحقیقات سرطان آمریکا جایزه ویلیام بی کولی را برای تحقیقات برجسته در ایمونولوژی پایه و تومور تأسیس کرد که کلین و همسرش از جمله ۱۶ دانشمند مؤسس ایمونولوژی سرطان بودند که اولین دوره این جایزه را دریافت کردند. این جایزه به پاس «کشف آنتی‌ژنهای تومور-اختصاصی در موش و انجام جامع‌ترین تحلیل ایمونولوژیک از یک سرطان انسانی (لنفوم بورکیت)» به آنها اهدا شد.

## اوایل زندگی و تحصیلات
اوا فیشر در ۲۲ ژانویه ۱۹۲۵ در بوداپست، مجارستان در یک خانواده یهودی مرفه به دنیا آمد. او که به ورزش، تئاتر و علوم (با الهام از زندگی و کار ماری کوری) علاقه داشت، در مدرسه خصوصی تحصیل کرد. پس از اتمام دبیرستان، با اشغال مجارستان توسط آلمان، شرایط برای یهودیان به شدت بحرانی شد و انتخاب‌های شغلی او به شدت محدود گردید. فیشر در دانشکده پزشکی دانشگاه اوتووش لوراند مشغول به تحصیل شد و در سال‌های ۱۹۴۴–۱۹۴۵ به همراه چند عضو خانواده‌اش با پنهان شدن در مؤسسه بافت‌شناسی دانشگاه بوداپست جان سالم به در بردند. یانوش سیرمای که بعدها توسط ید وشم به عنوان «درستکار در میان ملل» شناخته شد، با جعل مدارک به آنها کمک کرد. فیشر برای مدتی تحصیل پزشکی را رها کرد تا در تئاتر بازی کند، اما بعداً به پزشکی بازگشت.

## مهاجرت و ادامه تحصیل
اوا در سال ۱۹۴۷ با جرج کلین، دانشجوی دیگر پزشکی ازدواج کرد و به سوئد مهاجرت نمود. او در سال ۱۹۵۵ مدرک پزشکی خود را از مؤسسه کارولینسکا در استکهلم دریافت کرد. علاوه بر این، کلین در سال‌های ۱۹۹۳ و ۲۰۰۳ به ترتیب مدرک دکترای افتخاری از دانشگاه نبراسکا و دانشگاه ایالتی اوهایو دریافت نمود.
**حرفه علمی:**
کلین در سال ۱۹۴۸ به عنوان استادیار در مؤسسه کارولینسکا منصوب شد و در سال ۱۹۷۹ به مقام استاد تمامی رسید. او از سال ۱۹۴۸ با تشویق توربیورن کاسپرزون از دپارتمان تحقیقات سلولی و ژنتیک کارولینسکا، زمینه‌های تحقیقاتی مستقل خود را دنبال کرد، در حالی که در سراسر دوران حرفه‌ای خود با همسرش نیز همکاری نزدیکی داشت.

## زندگی شخصی و درگذشت
اوا کلاین و همسرش جرج کلاین همزمان با تحصیل در مقطع پزشکی در استکهلم به کار مشغول بودند. آنها صاحب سه فرزند شدند: پسر بزرگترشان ریاضیدان شد و دو دخترشان یکی پزشک و دیگری نمایشنامه‌نویس شدند. کلاین در حالی که هشت‌ماهه باردار دومین فرزندش بود، از رساله دکتری خود دفاع کرد. حتی با وجود خدمتکار خانگی، مدیریت حرفه علمی و تربیت سه فرزند برایش چالشی بزرگ بود. او اشاره کرد که همسرش در کارهای خانه و تربیت فرزندان کمکی نمی‌کرد.